# Pandangan Wetan
Pandangan Wetan is een bestuurslaag in het regentschap Rembang van de provincie Midden-Java, Indonesië. Pandangan Wetan telt 3146 inwoners (volkstelling 2010).